# イマド・ハリリ
イマド・ハリリ（アラビア語: عماد خليلي, 1987年4月3日 - ）はアラブ首長国連邦・ドバイ出身のパレスチナ系スウェーデン人元サッカー選手。イマード、ハリーリとも表記される。4歳の時に家族とスウェーデンに移住した。

## 来歴
2013シーズンのアルスヴェンスカンで15得点を決めて得点王に輝いた。この活躍により、ギリシャなど複数の国からオファーを受けたが、アル・シャバブ・リヤドへの半年の期限付き移籍を経て、中国サッカー・スーパーリーグの上海東亜足球倶楽部に移籍した。

## 所属クラブ
- ヘルシンボリIF 2005-2007
- →  ラナースFC 2006 (期限付き移籍)
- →  IFリムハムン・ブンケフロー 2007 (期限付き移籍)
- IFKノルシェーピン 2008-2013
- ヘルシンボリIF 2013-14
- →  アル・シャバブ・リヤド 2014 (期限付き移籍)
- 上海東亜足球倶楽部 2014-2015
- バニーヤースSC 2015
- ハンマルビーIF 2015-2021
- →  IFブロマポイカルナ 2017 (期限付き移籍)

## 代表歴
- U-17サッカースウェーデン代表
- U-19サッカースウェーデン代表
- U-21サッカースウェーデン代表

## タイトル

### クラブ
アル・シャバブ・リヤド
- サウジ・チャンピオンズカップ（英語版） 優勝 (1) : 2014

ブロマポイカルナ
- スーペルエッタン 優勝 (1) : 2017

ハンマルビー
- スウェーデンカップ 優勝 (1) : 2020-21

### 個人
IFKノルシェーピン / ヘルシンボリIF
- アルスヴェンスカン 得点王 (1) : 2013